# Locoal-Mendon
Locoal-Mendon (in bretone: Lokoal-Mendon) è un comune francese di 3 209 abitanti situato nel dipartimento del Morbihan nella regione della Bretagna.

## Società

### Evoluzione demografica
Abitanti censiti